# 秋山正房
秋山 正房（あきやま まさふさ）は、江戸時代前期の旗本。初めて定火消に任命された人物の一人であり、のちに大目付となった。通称は十右衛門。初名は正俊（まさとし）。

## 生涯
元和9年（1623年）生まれ。父の秋山正重は当時2000石を知行する旗本であった（のちに4000石に加増され、最初の大目付4名のうちの1人となった）。寛永9年（1632年）11月1日、将軍徳川家光に御目見した。
寛永17年（1640年）11月29日、父の死を受けて家督を継承。明暦元年（1655年）4月10日、甲府城守衛の任に当たる。
万治元年（1658年）9月8日、新たに設置された定火消4人のうちの1人に任命される（相役は近藤用将・内藤政吉・町野幸宣）。同年閏12月28日、布衣を許される。
延宝元年（1673年）1月23日に御持弓頭、天和元年（1681年）10月19日に百人組頭を歴任。また、天和2年（1682年）4月21日には700石の加増を受け、知行高は合計4700石となった。
天和3年（1683年）2月2日、大目付に就任。同年12月4日に従五位下・修理亮に叙任。
貞享2年（1685年）7月23日、徳川綱吉の前から退出する時に城中で道を間違え、御休息所に入り込むという失態を犯す。重職にありながら粗忽の至りであるとして、正俊は大目付を免職されて小普請入りとされ、閉門処分を受けた。閉門処分は翌貞享3年（1686年）5月8日に解かれた。
元禄4年（1691年）12月29日没、69歳。駒込の養源寺（現在の東京都文京区）に葬られ、以後代々の葬地となった。

## 系譜
特記事項のない限り、『寛政重修諸家譜』による。子の続柄の後に記した ( ) 内の数字は、『寛政譜』の記載順。
- 父：秋山正重
- 母：柴田勝成の娘
- 正室：松浦隆信の娘
- 継室：津田正重の娘
  - 男子(1)：秋山正輔 - 家督を継ぐ
  - 女子(2)：堀直定の妻
  - 女子(3)：中根正冬の妻
  - 女子(4)：折井正辰の妻

### 補足
- 『寛政譜』では女子3人の生母について触れられていないが、「秋山系図」（『続群書類従』所収）によれば正輔と同様に正室津田氏の所生[8]。